# يوزيف كيلر
يوزيف كيلر (بالفرنسية: József Keller)‏ (و. 1965  م) هو لاعب كرة قدم، ومدرب كرة قدم مجري، ولد في ناجيكانيزسا، مركز لعبه هو مُدَافِع.

## روابط خارجية
- يوزيف كيلر على موقع قاعدة بيانات كرة القدم.إي يو (الإنجليزية)
- يوزيف كيلر على موقع ناشيونال فوتبول تيمز (الإنجليزية)